# Pápai legátus
A pápai legátus a pápa személyes megbízottja, állandó képviselője valamilyen diplomáciai vagy egyházi küldetés során. Általában címzetes érseki rangúak. Három fő típusát különböztethetjük meg:
- nagykövet (apostoli nuncius) ill. követ (internuncius), ők idegen állam kormányához is akkreditáltak, ez a pápai követek legáltalánosabbika. Feladatuk az Apostoli Szentszék és a római katolikus egyház kapcsolatának erősítése, egyúttal a Szentszék diplomáciai képviselői az adott ország kormányzatánál.
- delegatus apostolicus, valamely helyi egyházhoz általános jelleggel kiküldött apostoli delegált, neki nincs kapcsolata a kormányzattal.
- legatus a latere, az eseti megbízással rendelkező, legmagasabb rangúnak számító követ: megbízatása kivételes esetekre szól, és rövid tartamú.